# ブランカ・バクシッチ・ミティッチ
ブランカ・バクシッチ・ミティッチ（セルビア語キリル文字: Бранка Бакшић Митић、1961年8月生まれ）は、クロアチアの人道活動家。彼女の作品は主に、バノヴィナ地域の未開発で過疎化した村に焦点を当てています。 彼女は2017年からグリナのクロアチア・セルビア人代表に選出されている。彼女の作品は、2020 年のペトリニャ地震の余波で大きな注目を集めた。

## 幼少期
ブランカ・ミティッチは1961年8月にザグレブのセルビア人の家庭に生まれ、グリナで育った。 彼女は10歳のときに父親を亡くし、シングルマザーで育った。 彼女はクロアチア人で元グリナ市長ミラン・バクシッチの弟であるディンコ・バクシッチと結婚している。 彼女には娘のマヤと孫娘のアンドレヤがいる。クロアチア独立戦争が始まったとき、バクシッチ・ミティッチは家族とともにドイツに滞在し、ザグレブに移るまでしばらく滞在した。 2010 年に彼女はグリナに戻った。

## グリナの公共事業
2017 年のクロアチア地方選挙以来、彼女は少数民族セルビア人の代表としてグリナ町の副市長を務めている。グリナ市長側が協力することに消極的であるため、バクシッチ・ミティッチ氏は、選挙で選ばれた市長の役割には何の権限も欠けていると述べた。
バクシッチ・ミティッチは、メディア会社 24sata が授与する 2019 年のポノス・フルヴァツケ (クロアチアの誇り) 賞の受賞者である。 彼女はまた、Vox Feminaeから(激しい女性) 賞を受賞した.
彼女は、クロアチアのラジオテレビのジャーナリスト、マヤ・セヴェールとともに、ザグレブのバノヴィナに対する人道支援の集合体を組織する「Ljudi za ljude（人々のための人々）」人道活動を開始した。

## 2020年ペトリニャ地震
ブランカ・バクシッチ・ミティッチの作品は、2020年のペトリニャ地震の余波で大きな社会の関心を集めた。 2021年1月3日、彼女は日曜日のゴールデンタイムのNedjeljom u dvaトークショーにゲストとして出演した。 2021年1月13日の被災地訪問中、クロアチアのゾラン・ミラノヴィッチ大統領は、ペトリニャ市長とシサク市長、バクシッチ・ミティッチの3人の地元代表との会談を企画した。 著名な作家ミリエンコ・イェルゴヴィッチは、ヴェチェルニ・リストのコラムでブランカ・バクシッチ・ミティッチを「頑固な団結の理想」と呼んだ。
あれから一年、クロアチアの国家当局は依然として多くの町や村の再建を大幅に進めることができず、バクシッチ・ミティッチは今もその地域に住む人々のひどい生活環境と絶望をメディアに伝え続けている。